# 6201 Ітіросімідзу
6201 Ітіросімідзу (6201 Ichiroshimizu) — астероїд головного поясу, відкритий 16 квітня 1993 року.
Тіссеранів параметр щодо Юпітера — 3,396.